# SIG SG 556突擊步槍
SIG SG 556是一系列由西格&紹爾所研制和生產的突擊步枪／卡賓槍／半自動步枪，是SIG SG 550系列突擊步槍的美國製半自動民用型，主要發射5.56×45毫米北約口徑制式步枪子彈，亦有些型號發射7.62×39毫米蘇聯口徑（M43）步槍子彈。

## 歷史
西格&紹爾公司是瑞士最大的輕武器製造公司，瑞士軍隊裝備的SIG SG 550系列突擊步槍是該公司的明星產品。但SG 550系列在瑞士以外並沒有更廣泛的市場，只有少量特種部隊和特種警察裝備。為了搶佔美國市場，西格&紹爾公司推出了在SG 550系列基礎上改進的SG 556系列。
自2007年到2010年的這4年裡，西格&紹爾美國分公司一直面向美國市場推陳出新，除了拳頭產品――SIG P系列手槍以外，公司還研發了專門針對美國市場的SIG SG 556系列突擊步槍／卡賓槍。SIG SG 556系列由採用AK核心部件的SIG SG 550突擊步槍所改進而來，最早推出的兩個型號為SIG SG 556基本型及SIG SG 556經典型。前者為進入美國市場，跟隨美國現行的槍械管理法規；而且該槍從外形上也一改“西格系”步槍的風格，採用許多美國本土零件，如AR系的槍機系統（但仍採用AK系長行程活塞氣動式系統）、槍托等，以迎合美國槍迷對AR系步槍的使用習慣；後者為迎合美國市場上西格步槍迷的需求，仍採用前者的槍機系統及活塞氣動式系統，但在外形上完全回歸了SG 550。不但採用了與SG 550相同的西格經典樣式的護木與槍托，同時也進行了一些改進，比如槍托不僅能折疊還能伸縮，並且保留了類似AR-15的下機匣，使習慣操作AR-15系步槍的射手很快就能上手使用，可說是“SG 550的外衣包裹著AR系列的核心”；也因而可說是AK系與AR系的結合體。
2014年1月，SIG推出了556xi系列步槍，作為556和556R系列步槍的改進型號。
2017年5月，SIG正式停產SIG SG 556、SG 556R和556xi系列步槍，並且不再在其網站的產品部分顯示這些型號。

## 設計細節
由於進口限制，美國民用市場版本需要西格&紹爾公司在新罕布什尔州埃克塞特市組裝部分由美國製造的零部件；而經典型則增加SG 550的零件件用比例。SIG SG 556基本型與經典型的設計旨在滿足各方的要求。556取消了全自動射擊能力，總長度為940毫米（37英吋）。一個不同之處在於新型的鋁合金下機匣可裝上M16所使用的STANAG彈匣和M4系伸縮式槍托。槍管的膛線纏距為178毫米（1：7）。

### 槍機與氣動系統
基本型與經典型在氣動方式也未做任何改變，仍採用SG 550的活塞氣動模式，只是氣體調節器只有兩個位置，只有槍機結構原理的分別。基本型採用的許多美國本土零件當，包括了AR系的槍機系統；而經典型則是經典的SG 550的槍機系統。

### 護木
SIG SG 556有多種護木：
1. 整合有三條皮卡汀尼導軌用以安裝附件，而護木下部製有特別的防滑紋；
2. 方形截面而且四面帶有導軌的SWAT型護木，這種四面帶導軌的護木讓人感覺與M4卡賓槍沒什麼兩樣；和
3. 完全採用了與SG 550一樣外形為錐形的護木，為SIG SG 556經典型的原廠護木。

為了適應不同需求，使用者可以購買帶有導軌的護木取代原護木，這樣就使得SIG SG 556可以安裝兩腳架、握把和戰術燈等戰術配件。

### 瞄準具
2006年款的SIG SG 556半自動步槍採用折疊式準星，而SIG SG 556經典型半自動步槍重新安裝了和SG 550突擊步槍一樣帶有護圈的準星。照門也採用了西格系經典風格的轉鼓式照門。表尺上有四個照門，100公尺以內射程對應的照門為缺口式，100公尺、200公尺、300公尺射程對應的照門為覘孔式。安裝在平頂式機匣導軌上的照門可以隨時拆卸下來。
除了機械瞄具，隨槍還附送有一個紅點式反射瞄準鏡，即西格&紹爾STS-081型迷你紅點瞄準鏡。其長度僅為62毫米，寬度僅為41毫米，質量只有84克，放大倍率為1倍。STS-081只需要一塊3伏的CR2032鋰電池就可以正常使用8,000小時，質量不遜於市場上的任何同類產品，市場零售價僅為215美元。
根據隨槍附送物品不同，SIG SG 556經典型有兩個價格，而且用兩種型號表示，一是隨槍附送紅點反射式瞄準鏡，但不隨槍附送備用轉鼓式表尺的SIG556301型，價格為2,099美元，另外是隨槍附送紅點反射式瞄準鏡及備用轉鼓式表尺的SIG556304型，價格為2,249美元。兩款差價為150美元，說明備用轉鼓式表尺價格不低。

### 槍管組件
SIG SG 556經典型的槍管採用長度為406毫米的軍用等級冷鍛製槍管，膛線6條，纏距為178毫米（1：7）。槍管前端具有螺紋，可以隨意裝卸現有的鳥籠式消焰器，也可更換用戶喜歡的其他消焰器。準星下方預留了可以安裝刺刀座的位置，這樣的設計是為了爭取軍用訂單。

### 機匣
SIG SG 556經典型半自動步槍的上機匣採用高碳鋼製成。位於頂部的皮卡汀尼導軌可以安裝所需要的附件。而下機匣採用航空級鋁合金材料製成，外形酷似AR-15式的下機匣。
發射機座採用航空級鋁合金材料製成，表面經陽極氧化處理。扳機仍然採用平滑的兩道火板機，扳機扣力可以調整，扳機護圈完全與AR-15相同。快慢機只有兩檔，F為發射，S為保險，機匣兩側均可操作。
彈匣卡筍也與AR-15相同，但SIG SG 556經典型的彈匣卡筍位置向後移動了約6毫米，以更為適合快速更換彈匣，並且能夠使用標準型AR-15系彈匣。

### 手槍握把
SIG SG 556基本型裝有AR-15的手槍握把，可與其他AR-15的手槍握把互換使用；經典型則是採用SG 550的聚合物材料製手槍握把，手槍握把採用中空設計，在握把內設有備用電池貯存室，並用防水的橡膠密封閉，也可以更換為帶有手指槽形式的。

### 彈匣
SIG SG 556經典型半自動步槍隨槍共附送五個STANAG規格的30發容彈量可拆卸式聚合物彈匣。與軍用型SG 550系列步槍配用的彈匣相似的是，在彈匣壁兩側分別附有用以與專用彈匣連接器連接的彈匣聯接卡筍，這能夠使多個彈匣不需附加其它裝置就可以很方便地並聯在一起。彈匣兩側分別有兩個凸起，連接器兩面分別有兩個凹槽，從而與彈匣上的兩個凸起對應。這樣一個連接器兩面可以連接兩個彈匣。這款彈匣也能使用在任何一支AR-15系步槍上。也有很多西格步槍迷喜歡使用麥格普公司生產的聚合物彈匣，其也可以安裝在SIG SG 556經典型上。

### 槍托
為了挺進美國市場，早期款SIG SG 556的槍托修改為與M4卡賓槍的伸縮槍托外形相同的槍托。隨後又推出可以折疊的槍托，但外形仍與M4卡賓槍使用的伸縮槍托類似；而且，用戶也可以自行更換自己喜歡的槍托。如此雖然讓SIG SG 556可使用的槍托達到五花八門的等級，但惟獨缺少了SG 550那樣具有“西格”風格的折疊槍托。最新款SIG SG 556經典型不但改回了原有的折疊槍托的外形設計，更是大膽創新地改造了SG 550的舊式折疊槍托。槍托不僅能折疊，而且在打開後還能伸縮，總共設有三段伸縮，可以適應任何不同體型的射手。槍托尾部設有可以吸收後坐力的橡膠墊。這種頗具特點的聚合物材料的槍托被美國人稱作“瑞士型”槍托。

### 榴彈發射器
雖然SIG SG 556是半自動民用型步槍，其軍用型號還是能對應Swiss Arms所生產的SIG GL 5640槍掛式榴彈發射器。

## 衍生型
SIG SG 556步槍以多種衍生型出售。
第一款出售的衍生型在上機匣上具有鋁製皮卡汀尼導軌和護木上則是一系列塑料皮卡汀尼導軌，現在被命名為SIG SG 556基本型。
市場推使SIG生產具有外形較為纖細的551型護木和護環式準星的步槍，這個版本的銷售命名為SIG SG 556經典型。
SIG SG 556還推出了多個裝有折疊式槍托的型號以及整合了皮卡汀尼導軌或預留導軌安裝孔的前護木型號。
另一個主要的衍生型是SIG SG 556 DMR，該槍設有長度為21英吋（533.4毫米）、沒有消焰器的槍管，經升級、比賽類型扳機，麥格普PRS槍托和舊式塑料護木。
其後還提供SIG P556手槍衍生型，除了使用縮短至10英吋（254毫米），還取消了槍托。
2012年，西格&紹爾公司推出了SIG SG 556R（SIG SG 556 Russian，556俄羅斯型），發射7.62×39毫米（M43）苏联口徑步枪子彈，亦可選用AK系「搖動與鎖緊」式彈匣系統或AR系7.62×39毫米「直接插入」式彈匣系統。
在2009年SHOT Show，西格&紹爾公司除了展出了SIG SG 556經典型以外，還展示了一款槍管長為10英吋（254毫米）的突擊隊員型（Commando）。突擊隊員型與SIG SG 556經典型半自動步槍除了槍管長度不同外，護木也相應縮短。但這款突擊隊員型目前並沒有正式上市，推斷是為了警用或者軍用訂單而研製。

## 使用國
| 國家         | 組織                               | 型號       | 注釋        |
| ------------ | ---------------------------------- | ---------- | ----------- |
| 阿根廷       | 阿根廷聯邦警察聯邦特別行動組       | SG 556     | [ 5 ]       |
| 阿根廷       | 門多薩警察特別安全小組             | SG 556     |             |
| 埃及         | 特警單位                           | SG 556     | [ 6 ]       |
| 沙烏地阿拉伯 | 特種部隊單位                       | SG 556 SBR |             |
|              | 大韓民國海洋警察廳海洋警察特攻隊   | SG 556     | [ 7 ]       |
| 土耳其       | 土耳其安全總局警察反攻隊           | SG 556     | [ 8 ] [ 9 ] |
| 英国         | 部份地區的武裝特警單位             | SG 556     | [ 10 ]      |
| 美国         | 部份地方警察局的特種武器和戰術部隊 | SG 556     |             |

## 流行文化

### 电影
- 2010年—《特務間諜》：型號為SIG P556，裝上SWAT護木與SG 550系列下機匣，由主角伊芙蓮·索特（Evelyn Salt，安祖蓮娜·祖莉飾演）所使用，使用4個並聯的彈匣和MIL-STD-1913戰術導軌護木。
- 2012年—：型號為SIG P556，裝上SWAT護木與SG 550系列下機匣，由Zec的手下所使用，其中一枝裝上Aimpoint紅點鏡的槍被傑克·李奇（Jack Reacher，湯姆·克魯斯飾演）所奪取。
- 2013年—《兩槍斃命》：型號為SIG SG 556 DMR，裝上RIS護木，由美國海軍臥底士官邁克爾·“斯蒂格”·史第文（Michael "Stig" Stigman，馬克·華伯格飾演）在掩護博比時所使用。

### 电視剧
- 2007年—《特務黑名單》
- 2011年—《疑犯追蹤》

### 電子遊戲
- 2007年—：只在聯機模式之中登場，型號為SG 556基本型，以30發彈匣供彈，全自動射擊，可裝上Aimpoint M68紅點鏡、ACOG光學瞄準鏡和M320榴彈發射器，只在Xbox 360、PlayStation 3版登場。
- 2008年—《戰地之王》：型號為SG 556基本型，裝上聚合物彈匣和Aimpoint M68紅點鏡。能夠由步槍兵所使用，沒有改裝限制。由於之前過於不公平，一次更新時改正為正常性能版（素質圖不變）。
- 2009年—《惡靈古堡5》：型號為SG 556基本型，命名為「SIG 556」，全自動射擊，裝備有不可用的全息瞄準鏡。戰役模式可於第五章取得。BSAA的制式武器。
- 2010年—《第三次生日》（The 3rd Birthday，ザ・サード バースデイ）：型號為SG 556基本型，命名為「S556SWAT」。
- 2011年—：型號為SG 556基本型，全自動射擊，裝備有不可用的全息瞄準鏡。由吉兒·華倫泰所使用。
- 2012年—：型號為SG 556，命名為「SG 553」，設定為恐怖份子專用武器，奇怪地可全自動射擊，裝上外觀上為ACOG光學瞄準鏡的綠點鏡。
- 2012年—：型號為SG 556基本型，命名為「SWAT-556」，載彈量為30發（聯機模式時可使用改裝：延長彈匣增至40發），初始攜彈量為180發（戰役模式）和90發（聯機模式），最高攜彈量為390發（戰役模式）和240發（聯機模式），奇怪地預設為三發點放模式。戰役模式之中由“核心之日”所屬的僱傭兵和洛杉磯警察局所使用，在完成「墜落天使」（Fallen Angel）戰役以後解鎖，並可讓玩家角色裝備；聯機模式時於等級10解鎖，並可以使用反射式瞄準鏡、快速抽出握把、快速重裝彈匣、ACOG光學瞄準鏡、前握把、可調節槍托、目標搜索器、激光瞄準器、擊發調變（轉換為全自動射擊模式）、EOTech全息瞄準鏡、消音器、全金屬披甲彈（英语：Full metal jacket bullet）、混合式光學瞄準鏡、延長彈匣、榴彈發射器、毫米波掃描器。
- 2015年—：型號為SG 556xi，命名為「556XI」，由聯邦調查局特種武器和戰術部隊幹員所使用。
- 2016年—：型號為SG 556經典型，裝上CZ蠍式EVO 3 A1衝鋒槍的槍托，設定為全自動射擊，命名為「HS39」。
- 2017年—：型號為SG 556俄羅斯型，被命名為「556xi」，可進行改裝。
- 2021年—《蔚藍檔案》：砂狼白子的固有武器「WHITE FANG 465」原型

## 資料來源
1. ↑  . Sig Sauer.   [8 May 2017]. （原始内容存档于31 January 2017） （美国英语）.
2. ↑  .   [2015-09-09]. （原始内容存档于2007-07-11）.
3. ↑  .   [2014-12-25]. （原始内容存档于2016-01-18）.
4. ↑  .   [2014-12-25]. （原始内容存档于2014-12-25）.
5. ↑  .   [2015-09-09]. （原始内容存档于2015-09-24）.
6. ↑  .   [2016-03-06]. （原始内容存档于2016-03-12）.
7. ↑  . INSITE TV. 2013-01-11  [2013-10-10]. （原始内容存档于2016-01-18）.
8. ↑  . Military Factory. 2014-06-22  [2014-12-24]. （原始内容存档于2017-07-06）.
9. ↑  CAT Timi’ne 100 yeni tabanca （页面存档备份，存于） (Turkish)
10. ↑  .   [2016-04-03]. （原始内容存档于2016-08-07）.

## 外部連結
- （英文）—SIG SAUER－Adaptive Tactical Carbine Rifle－SIG556xi（页面存档备份，存于）
- （英文）—Modern Firearms－SIG 556 semi-automatic rifle（页面存档备份，存于）
- （英文）—The Firearm Blog.com—
  - Sig 556 rifle review（页面存档备份，存于）
  - SIG 556 SWAT（页面存档备份，存于）
  - New SIG 556 Classic (550 “Clone”)（页面存档备份，存于）
  - Sig 556 Pistol: P556（页面存档备份，存于）
  - Review of TangoDown Advanced Combat Bipod（页面存档备份，存于）
  - SIG 556 SBR（页面存档备份，存于）
  - Trigger Pulls: The Good, The Bad, and The Ugly
  - SIG 556 + SIG 556R + Galil Mags = SIGalil（页面存档备份，存于）
  - Top 5 Badass Rifles You Can Buy Today (Perfect for the self Christmas Present)（页面存档备份，存于）
- （英文）—Tactical-Life.com—
  - Feb 1, 2008 Sig Sauer SIG 556 5.56mm（页面存档备份，存于）
  - May 29, 2008 SAMSON’s Star Sig 556 Rail（页面存档备份，存于）
  - Jun 23, 2008 SIG SAUER’s Limited Edition 556 S.W.A.T.（页面存档备份，存于）
  - Sep 18, 2008 SIG SAUER’s 556 Pistol（页面存档备份，存于）
  - Sep 22, 2008 SIG’s NEW 556 10″ Assault Rifle（页面存档备份，存于）
  - Feb 13, 2009 SIG SAUER’s Rotary Diopter Sight System for SIG556（页面存档备份，存于）
  - Apr 2, 2009 SIG SAUER SIG556 CLASSIC SWAT（页面存档备份，存于）
  - Jan 14, 2009 Sig 556 S.W.A.T. 5.56mm（页面存档备份，存于）
  - Jun 13, 2009 Sig Sauer 556 SWAT 5.56mm（页面存档备份，存于）
  - Jul 16, 2009 SIG 556 Classic 5.56mm（页面存档备份，存于）
  - Aug 12, 2009 Sig Sauer P556 5.56mm Rifle Pistol Review（页面存档备份，存于）
  - Jan 16, 2011 SIG SAUER 556 PATROL RIFLE（页面存档备份，存于）
  - Aug 3, 2012 SIG SAUER 556R 7.62x39mm（页面存档备份，存于）
  - Oct 17, 2012 Texas Department of Public Safety chooses Sig 1911 TACOPS; Philly SWAT snags SIG556 rifles.（页面存档备份，存于）
  - Jun 5, 2013 Sig Sauer 556 SBR（页面存档备份，存于）
  - Nov 13, 2013 Sig Sauer SIG556R 7.62×39（页面存档备份，存于）
  - Jan 13, 2014 Sig Sauer SIG556xi Adaptable Rifle | VIDEO（页面存档备份，存于）
  - Jan 20, 2014 Sig Sauer SIG556xi Rifle – New for 2014 | VIDEO（页面存档备份，存于）
  - Apr 22, 2014 Sig Sauer SIG556xi: Modular Carbine for Law Enforcement & Self-Defense | VIDEO（页面存档备份，存于）
  - May 15, 2014 Sig Sauer’s SWAT Duo: The SIG556xi and 9mm P320 | Gun Preview（页面存档备份，存于）
  - Jun 13, 2014 10 Best Rifle Features of the Sig Sauer SIG556xi（页面存档备份，存于）
  - Jul 2, 2014 Sig Sauer’s SWAT Duo: SIG556xi Carbine & P320 Pistol（页面存档备份，存于）
  - Aug 27, 2014 Sneak Peek: Sig Sauer’s Ultra-Modular SIG556xi Rifle（页面存档备份，存于）
  - Oct 20, 2014 Coming Soon: Sig Sauer SIG556xi Pistol with SB-15 Brace（页面存档备份，存于）
  - Dec 5, 2014 Sig Sauer’s SIG556R Is Built on Reliability, Versatility（页面存档备份，存于）
  - Dec 26, 2014 Sig Sauer’s 556xi Boasts the Best of AK and AR（页面存档备份，存于）
  - Dec 21, 2015 16 Specialty Bug-Out Rifles Built For Stow-and-Go（页面存档备份，存于）
  - Jun 20, 2016 SIG556xi Russian: Sig Sauer’s AK-ish AR Rifle（页面存档备份，存于）
- （英文）—American Rifleman.com—
  - SIG Sauer 556 Classic（页面存档备份，存于）
  - SIG 556 Video Review（页面存档备份，存于）
  - SIG556 R
  - The SIG 556 Series Rifles（页面存档备份，存于）
  - SIG Sauer 556R（页面存档备份，存于）
  - SIG Sauer SIG556R（页面存档备份，存于）
  - Gun of the Week: SIG556R（页面存档备份，存于）
  - SIG Sauer 556xi（页面存档备份，存于）
  - Brownells Will Help You Build the Gun of Your Dreams（页面存档备份，存于）
  - So, What's Up With 7.62x39 mm in AR Rifles?（页面存档备份，存于）
- （英文）—Guns.com—
  - SIG Sauer P556（页面存档备份，存于）
  - SIG Sauer Sig 556 Classic（页面存档备份，存于）
  - SIG Sauer Sig 556 Classic SWAT（页面存档备份，存于）
  - SIG Sauer Sig 556 DMR（页面存档备份，存于）
  - SIG Sauer Sig 556 Patrol Rifle（页面存档备份，存于）
  - SIG Sauer Sig 556 Patrol SWAT（页面存档备份，存于）
  - SIG Sauer Sig 556 Russian（页面存档备份，存于）
  - SIG Sauer Sig 556 Sports Configuration Model（页面存档备份，存于）
  - Sig Chambers-Up Their SIG556 Carbine with the SIG556R（页面存档备份，存于）
  - SIG 556R and Steel-Cased Ammunition: Worrying Rumors（页面存档备份，存于）
  - The SIG556-A1: American-Made, Now In Stores (VIDEO)（页面存档备份，存于）
  - New Scorpion Gen 2 grips for SIG 556 from Manticore（页面存档备份，存于）
  - Are these the new SIG 556 rifles for 2014?（页面存档备份，存于）
  - SIG SIG556xi and P320 update: in production, now shipping（页面存档备份，存于）
  - SIG prepping 556xi Russian for launch with giveaway!（页面存档备份，存于）
- （英文）—Rifle Shooter Mag.com—SIG’s New Soldier: SIG Sauer SIG551-A1 Review（页面存档备份，存于）
- （简体中文）—D Boy Gun World（槍炮世界）—SIG556系列（页面存档备份，存于）